# William Whipple Warren
William Whipple Warren (La Pointe, Wisconsin, 1825-1853) fou un escriptor nord-americà. Era fill d'un anglès i una anishinaabemowin, però fou educat en escoles blanques. El 1842 es casà amb una americana i trobà treball com a intèrpret per a l'exèrcit dels EUA. Va morir de tuberculosi. Fou diputat a l'assemblea de Minnesota i escriví al diari The Minnesota Democrat. Va compondre History of the Ojibway Nation (publicat el 1970) i History of the ojibways, based upon traditions and oral statements (publicada el 1885).